# 中国各地方电视台晚间新闻列表
这条目列出中国各省级及地级电视台的晚间及夜间电视新闻节目。
有关国家级电视台的同类节目，请参见晚間新聞列表#中國大陸。

## 北京市
- 北京广播电视台
  - 北京卫视与新闻频道联播
    - 每天18:30播出的《北京新闻》

  - 文艺频道
    - 每天19:10播出的《每日文艺播报》

  - 生活频道
    - 每天18:43播出的《生活这一刻》

  - 新闻频道
    - 每天19:20播出的《都市晚高峰》
    - 每天21:10播出的《红绿灯》
    - 每天22:00播出的《首都晚间报道》

  - 体育休闲频道
    - 每天18:55播出的《天天体育》
    - 每天21:20播出的《体坛资讯》

  - 财经频道
    - 每天18:59播出的《首都经济报道》
    - 周一至周五逢股市交易日19:30播出的《天下财经》

## 天津市
- 天津广播电视台
  - 天津卫视与新闻频道每天18:30联播的《天津新闻》
  - 新闻频道
    - 每天17:00播出的《新说法》
    - 每天17:30播出的《今日开庭》
    - 每天18:00播出的《零距离》
    - 每天18:57播出的《都市报道60分》
    - 每天21:00播出的《直播京津冀》
    - 每天23:00联播的《晚间新闻》

  - 体育频道每天18:55播出的《体坛新视野》
  - 教育频道每天21:03播出的《二哥说事儿》

## 河北省
- 河北广播電視台
  - 河北衛視
    - 每天18:30播出的《河北新聞聯播》
    - 每天23:00播出的《你好京津冀》

  - 经济频道
    - 每天18:00播出的《今日资讯》
    - 每天18:50播出的《小吴来帮忙》
    - 每天22:00播出的《今日财经》

  - 都市频道
    - 每天18:30播出的《都市315》

  - 公共频道
    - 每天19:00播出的《新闻6号线》

  - 农民频道
    - 周一至周五18:00播出的《非常关注》

- 石家庄广播電視台
  - 新闻综合频道
    - 每天17:59播出的《民生关注》
    - 每天19:40播出的《石家庄新闻》
    - 每天21:30播出的《新闻夜班车》

  - 生活频道
    - 每天18:25播出的《创城播报》
    - 每天18:50播出的《法治时间》

  - 都市频道
    - 每天18:56播出的《小吴帮忙》
    - 每天19:31播出的《天天说交通》
    - 每天20:33播出的《津津乐道》

- 邢台广播電視台
  - 新闻综合频道
    - 每天19:35播出的《邢台新闻联播》
    - 每天20:00播出的《新闻快报》

- 保定广播電視台
  - 新闻综合频道
    - 每天19:38播出的《保定新闻联播》
    - 每天20:10播出的《直播民生》
    - 每天20:40播出的《直通县区》

  - 公共頻道
    - 每天18:00播出的《创城进行时》

- 衡水广播電視台
  - 新闻综合频道
    - 每天19:37播出的《衡水新闻联播》
    - 每天21:00播出的《晚间视点》

- 秦皇岛广播電視台
  - 新闻综合频道
    - 每天18:20播出的《山海关新闻》
    - 每天18:55播出的《开发区新闻》
    - 每天19:30播出的《秦皇岛新闻》
    - 每天19:50播出的《百姓关注》

  - 政法频道
    - 每天18:30播出的《今日报道》

- 唐山广播電視台
  - 新闻综合频道
    - 每天18:00播出的《直播50分》
    - 每天18:50和19:50播出的《联播城区》
    - 每天19:33播出的《唐山新闻》

- 张家口广播電視台
  - 新闻综合频道
    - 每天19:35播出的《张家口新闻联播》
    - 每天20:00播出的《民生360》
    - 每天20:35播出的《区县新闻》

  - 社会公共频道
    - 每天18:30播出的《民生630》

- 承德广播電視台
  - 新闻综合频道
    - 每天19:37播出的《直播承德》

- 沧州广播電視台
  - 新闻综合频道
    - 每天18:23播出的《新闻晚宴》
    - 每天19:50播出的《沧州新闻》

- 廊坊广播電視台
  - 新闻综合频道
    - 每天18:20和20:15播出的《廊坊零距离》
    - 每天19:40播出的《廊坊新闻》

- 邯郸广播電視台
  - 新闻频道
    - 每天19:35播出的《邯郸新闻》

## 山西省
- 山西广播電視台
  - 山西衛視
    - 每天18:30播出的《山西新聞聯播》
    - 每天21:15播出的《晚間新聞》

  - 经济与科技頻道
    - 每天19:45、20:34播出的《经济30分之看天下》
    - 每天20:00播出的《经济30分》

  - 文体生活频道
    - 星期一至五20:00播出的《健康朋友圈》

  - 社会与法治频道
    - 每天17:45播出的《小郭跑腿》
    - 每天18:30播出的《热线·都市110》
    - 星期一至五20:00播出的《法在身边》
    - 星期六20:00播出的《民生大接访》

  - 黄河卫视
    - 每天18:50播出的《黄河新闻》

- 太原广播電視台
  - 新聞頻道
    - 每天18:21播出的《新聞快車》
    - 每天19:34播出的《太原新聞》
    - 星期一至五20:00播出的《直通县市区》
    - 星期一至五21:45播出的《新闻对话》

  - 经济生活频道
    - 每天19:30播出的《经济生活30分》

  - 社教法制频道
    - 每天18:40播出的《今日交通》
    - 星期一至五19:32、星期六至日19:47播出的《并州之剑》
    - 星期六19:32播出的《国防教育广角》
    - 星期日19:32播出的《并州集结号》
    - 星期一至五20:05播出的《百姓说法》
    - 星期六20:19播出的《有话好好说》
    - 星期六20:41播出的《城乡管理进行时》
    - 星期六20:51、星期日20:19播出的《并州保安》

  - 文体频道
    - 每天20:00播出的《锦绣文体天天报》

  - 教育频道
    - 星期一至六20:00播出的《太原教育报道》

- 晋城广播電視台
  - 新聞綜合頻道
    - 每天20:00播出的《晋城新闻联播》

- 临汾广播電視台
  - 综合频道
    - 每天20:00播出的《临汾新闻》
    - 每天20:25播出的《直播临汾》

  - 公共频道
    - 每天19:50播出的《尧都新闻》

- 大同广播電視台
  - 新聞綜合頻道
    - 每天18:30播出的《民生大同》
    - 每天18:48播出的《今日视点》
    - 每天19:35播出的《大同新闻联播》

  - 公共频道
    - 星期一、三、五晚播出的《平城新闻》
    - 第一、三周星期日20:25播出的《浑源新闻》
    - 星期二20:10播出的《左云一周新闻综述》

- 晋中广播電視台
  - 新聞綜合頻道
    - 每天20:00播出的《晋中新闻联播》
    - 每天20:30播出的《新闻聚焦》

- 朔州广播電視台
  - 新聞綜合頻道
    - 每天19:35播出的《朔州新闻联播》

- 阳泉广播電視台
  - 综合频道
    - 每天20:00播出的《阳泉新闻》

- 长治广播電視台
  - 综合频道
    - 每天20:00播出的《长治新闻》

## 内蒙古自治区
- 內蒙古广播電視台
  - 內蒙古衛視
    - 每天17:57播出的《新闻再观察》
    - 每天18:30播出的《內蒙古新聞聯播》
    - 每天21:25播出的《晚间报道》

  - 蒙语衛視频道
    - 每天19:30播出的《內蒙古新聞》（蒙古語）
    - 每天22:00播出的《晚間新聞》（蒙古語）

  - 新闻综合频道
    - 每天17:30播出的《天天960》
    - 每天18:30播出的《新闻天天看》
    - 每天19:10播出的《法治专线》

  - 经济生活频道
    - 每天18:00播出的《内蒙古经济新闻联播》
    - 每天18:20播出的《都市全接触》

  - 文体频道
    - 星期一至五19:30播出的《北疆文旅》
    - 星期一至五19:45播出的《内蒙古体育》

  - 农牧频道
    - 星期一至五19:10播出的《小满广播站》

- 呼和浩特广播電視台
  - 新闻综合频道
    - 每天19:35播出的《呼和浩特新闻》
    - 每天20:00播出的《青城眼》
    - 每天21:00播出的《新闻(9+1)》
    - 每天21:30播出的《直通首府》
    - 每天22:00播出的《晚间新闻》

  - 影视娱乐频道
    - 每天19:30播出的《都市生活汇》

- 包头广播電視台
  - 新闻综合频道
    - 每天17:40播出的《直播包头》
    - 每天19:38播出的《包头新闻》
    - 每天20:05播出的《聚焦昆都仑》

  - 经济生活频道
    - 每天18:35播出的《直播包头》
- 乌海广播電視台
  - 新闻综合频道
    - 每天20:00播出的《乌海新闻联播》
    - 每天22:44播出的《走进百姓》
- 通辽广播電視台
  - 新闻综合频道
    - 每天19:40播出的《通辽新闻》

  - 城市服务频道
    - 每天19:25播出的《开发区新闻》
    - 每天19:40播出的《科尔沁新闻》

  - 蒙古语综合频道
    - 每天20:00播出的《通辽台蒙语新闻》
- 乌兰察布广播電視台
  - 新闻综合频道
    - 每天19:35播出的《乌兰察布新闻联播》
- 鄂尔多斯广播電視台
  - 汉语综合频道
    - 每天19:35播出的《鄂尔多斯新闻》

  - 蒙语综合频道
    - 每天19:50播出的《鄂尔多斯新闻》
- 赤峰广播電視台
  - 新闻综合频道
    - 每天18:00播出的《蒙语新闻》
    - 每天19:35播出的《赤峰新闻》
    - 每天19:55播出的《直播赤峰》
    - 每天20:40播出的《直通旗县区》
    - 每天21:00播出的《直通政务》
- 呼倫貝爾广播電視台
  - 呼倫貝爾一套
    - 每天19:35播出的《呼倫貝爾新闻》

## 辽宁省
- 遼寧广播電視台
  - 遼寧衛視
    - 每天18:30播出的《遼寧新聞》

  - 都市频道
    - 每天16:50播出的《新闻正前方》
    - 每天17:55播出的《新北方》

  - 教育·青少频道
    - 每天19:20播出的《新知主播说》
    - 星期一至五19:40播出的《新知》

  - 生活频道
    - 每天18:00播出的《生活导报》

  - 体育频道
    - 星期一、星期三至六19:15播出的《辽望体育》

  - 北方频道
    - 每天19:30播出的《大海热线》
    - 每天22:25播出的《辽宁新闻之直通市县区》
    - 每天23:07播出的《北方新视界》

- 瀋陽广播電視台
  - 新聞綜合頻道
    - 每天17:30播出的《看今天》
    - 每天19:35播出的《瀋陽新聞》
    - 每天21:30播出的《瀋視晚報》

  - 经济频道
    - 每天16:30播出的《直播生活·晚高峰》
    - 每天18:00播出的《直播生活》

  - 公共频道
    - 每天18:10播出的《第一现场》
- 大連广播電視台
  - 新聞綜合頻道
    - 星期一至五17:30、星期六18:00播出的《新闻晚高峰》
    - 每天19:33播出的《大連新聞》

  - 生活頻道
    - 每天18:30播出的《民生大连》
    - 每天21:33播出的《城市深一度》

  - 文体频道
    - 每天18:20播出的《文体连连看》
- 抚顺广播電視台
  - 新聞綜合頻道
    - 每天18:00播出的《今日播报》
    - 每天19:30播出的《抚顺新闻》

- 丹东广播電視台
  - 新聞綜合頻道
    - 每天19:38播出的《丹东新聞》

- 铁岭广播電視台
  - 新聞綜合頻道

- -     - 每天19:35播出的《铁岭新闻》

- 鞍山广播電視台
  - 新聞綜合頻道
    - 每天18:15播出的《直播前沿》
    - 每天19:35播出的《鞍山新闻》
    - 每天22:00播出的《鞍山晚间新闻》

- 本溪广播電視台
  - 新聞綜合頻道
    - 每天19:35播出的《本溪新闻》

  - 生活频道
    - 每天18:00播出的《直播本溪》

- 盘锦广播電視台
  - 新聞綜合頻道
    - 每天19:33播出的《盘锦新闻》

- 锦州广播電視台
  - 新聞綜合頻道
    - 每天19:33播出的《锦州新闻》
    - 每天19:51播出的《新视点》

- 葫芦岛广播電視台
  - 新聞綜合頻道
    - 每天19:30播出的《葫芦岛新闻》

- 辽河广播電視台
  - 辽河电视台一套
    - 每天19:35播出的《油田新闻》
    - 每天21:55播出的《新闻超视》

- 辽阳广播電視台
  - 新闻综合频道
    - 每天19:35播出的《辽阳新闻》

  - 都市频道
    - 每天19:55播出的《襄平晚报》

- 营口广播電視台
  - 新闻综合频道
    - 每天19:33播出的《营口新闻》
    - 每天20:00播出的《滨城报道》

## 吉林省
- 吉林广播電視台
  - 吉林衛視
    - 每天18:30播出的《吉林新聞聯播》
    - 每天23:15播出的《今晚》

  - 都市频道
    - 每天18:00播出的《守望都市晚间版》

  - 公共·新闻频道
    - 每天17:45、22:00播出的《第1报道》
- 长春广播電視台
  - 綜合頻道
    - 每天18:00播出的《长春新闻》
    - 星期一至五21:30播出的《长春夜新闻》

  - 市民頻道
    - 每天21:15播出的《长春政法报道》

- 延邊广播電視台
  - 延邊衛視
    - 每天18:30播出的《今日世界》（朝鮮語）
    - 每天21:00播出的《延邊新聞》（朝鮮語）

  - 新闻综合频道
    - 每天18:30播出的《延邊新聞》（朝鮮語）
    - 每天21:00播出的《延邊新聞》 (漢語)

  - 经济生活频道
    - 星期一17:50播出的《法治视线》
    - 星期二18:20播出的《记者帮办》
    - 星期三17:50播出的《映像延边》
    - 星期四18:20播出的《魅力乡村》
    - 星期五17:50播出的《平安延边》
    - 每天22:35播出的《延邊新聞》 (漢語)

- 吉林市广播電視台
  - 新闻综合频道
    - 每天18:10播出的《直播江城》
    - 每天19:40播出的《江城新闻》

  - 生活频道
    - 每天18:10播出的《大城小事》

  - 科教频道
    - 每天18:00播出的《走进乡村》

- 松原广播電視台
  - 新闻综合频道
    - 每天18:30播出的《百姓零距离》
    - 每天20:00播出的《松原新闻》

  - 公共频道
    - 每天18:35播出的《民生松原》

- 通化广播電視台
  - 新闻综合频道
    - 每天19:30播出的《通化新聞聯播》

- 白城广播電視台
  - 新闻综合频道
    - 每天19:30播出的《白城新闻聯播》

- 辽源广播電視台
  - 新闻综合频道
    - 每天18:00播出的《辽源新闻》

- 白山广播電視台
  - 新闻综合频道
    - 每天19:40播出的《白山新闻聯播》

## 黑龙江省
- 黑龍江广播電視台
  - 黑龍江衛視
    - 每天18:30播出的《全省新闻联播》（節目片头為新聞聯播，全市或縣第一套節目均轉播）

  - 都市频道
    - 每天17:30播出的《天下夜航》
    - 每天18:00播出的《新闻夜航》

  - 新闻法治频道
    - 每天17:10播出的《龙视直播间》
    - 每天17:50播出的《天天说新闻》
    - 每天18:50播出的《新闻法治在线》

  - 农业·科教频道
    - 每天17:40播出的《北大荒观察》
    - 每天18:15播出的《北大荒新闻》
    - 每天19:30播出的《三农直播间》

- 哈尔滨广播電視台
  - 新闻综合频道
    - 每天17:00播出的《都市零距離》
    - 每天18:00播出的《哈尔滨新闻》

  - 都市资讯频道
    - 每天18:00播出的《都市新发现》

- 齐齐哈尔广播電視台
  - 新闻综合频道
    - 每天19:35播出的《齐齐哈尔新闻》

  - 公共频道
    - 每天18:10播出的《城市播报》

- 大庆广播電視台
  - 新闻综合频道频道
    - 每天18:00播出的《大庆新闻》

  - 公共频道
    - 每天18:00播出的《今晚60分》

- 伊春广播電視台
  - 新闻综合频道
    - 每天18:50播出的《来自伊春区的报道》
    - 每天20:00播出的《伊春新闻》

- 牡丹江广播電視台
  - 新闻综合频道
    - 每天19:35播出的《牡丹江新闻联播》

- 鹤岗广播電視台
  - 新闻综合频道
    - 每天19:30播出的《鹤岗新闻联播》

- 佳木斯广播電視台
  - 新闻综合频道
    - 每天18:15播出的《佳木斯新闻》
    - 每天19:36播出的《金色田野》
    - 每天20:40播出的《新闻夜班车》

- 双鸭山广播電視台
  - 新闻综合频道
    - 每天19:30播出的《双鸭山新闻》

- 大兴安岭广播電視台
  - 新闻综合频道
    - 每天19:40播出的《大兴安岭新闻联播》

## 上海市
- 上海广播电视台
  - 东方卫视
    - 每天18:00播出的《东方新闻》
    - 星期一至五21:20播出的《今晚》

  - 新闻综合频道
    - 每天17:30播出的《新闻坊》
    - 每天18:30播出的《新闻报道》
    - 每天21:30播出的《新闻夜线》

  - 第一财经频道与东方财经·浦东频道周一至五21:00联播的《财经夜行线》
  - 东方财经·浦东频道每天19:00播出的《新闻制高点》
  - 五星体育频道
    - 每天19:00播出的《体育新闻》
    - 每天21:30播出的《体育夜线》

  - 外语频道
    - 星期一至六21:00播出的《Shanghai Live》
    - 星期日19:00播出的《中日新视界》
- 上海教育电视台
  - 每天21:00播出的《教视新闻》

## 江苏省
- 江蘇省广播電視總台
  - 江蘇衛視
    - 每天18:00播出的《新闻眼》
    - 每天18:30播出的《江蘇新時空》
    - 每天0:00或0:30左右播出的《晚间新闻》

  - 公共·新闻频道
    - 每天18:00播出的《网罗天下》
    - 每天18:30播出的《新闻360》
    - 星期一、日20:05播出的《政风热线》
    - 星期一至六21:00播出的《通天下》

  - 城市频道
    - 每天17:30播出的《新城市资讯》
    - 每天18:20播出的《零距离》
- 南京广播电视台
  - 新闻综合频道
    - 每天17:30播出的《直播南京》
    - 每天18:30播出的《南京新闻》

  - 教科频道
    - 每天18:00播出的《法治现场》
    - 每天18:30播出的《宏琪说交通》
    - 每天18:50播出的《南京教育头条》

  - 生活频道
    - 每天18:35播出的《乡村发现》
    - 每天18:55播出的《社区联盟》

  - 娱乐频道
    - 每天18:45播出的《南京体育头条》

  - 少儿频道
    - 每天19:00播出的《南京教育头条》
    - 每天19:15播出的《少儿万花筒》

  - 十八频道
    - 每天18:30播出的《标点》
    - 星期一至六20:23播出的《听我韶韶》
- 苏州广播电视总台
  - 新闻综合频道
    - 每天18:00播出的《乐活六点档》
    - 每天18:30播出的《苏州新闻》
    - 每天21:10播出的《直播苏州》
    - 每天22:10播出的《苏州要闻》

  - 社会经济频道
    - 每天18:20播出的《社会传真》
    - 每天22:40播出的《传真聚焦》

  - 电影娱乐信息频道
    - 每天20:04播出的《苏州财经报道》

  - 生活资讯频道
    - 星期一、三、五、日18:38播出的《吴中报道》
    - 星期二、四、六18:38播出的《今日相城》
    - 每天19:00播出的《联播苏州》
- 常州广播电视台
  - 新闻综合频道
    - 每天18:30播出的《常州新聞》
    - 每天19:35播出的《常州高新区新闻》
    - 每天22:00播出的《联播常州》

  - 都市频道
    - 每天19:00播出的《社会写真》
    - 每天19:45播出的《生活369》
- 無錫广播电视台
  - 新闻综合频道
    - 每天18:00播出的《第一看点》
    - 每天18:18播出的《一访定心》
    - 每天18:30播出的《無锡新聞》
    - 每天21:20播出的《晚間新聞》
    - 每天21:30播出的《联播无锡》

  - 都市资讯频道
    - 每天18:00播出的《阿福聊斋》
    - 每天21:00播出的《今晚60分》

  - 经济频道
    - 每天18:10播出的《扯扯老空》
- 吴江广播电视台
  - 吴江新闻综合频道
    - 每天18:30播出的《吴江新聞》
- 徐州广播电视台
  - 徐州新闻综合频道
    - 每天18:30播出的《徐州新聞》
    - 每天21:30播出的《徐州夜新闻》
- 揚州广播电视台
  - 揚州新闻综合频道
    - 周一至周五17:45播出的《新闻女生·帮你忙》
    - 每天18:00播出的《三把叨》
    - 每天18:30播出的《揚州新聞》
    - 每天21:30播出的《關注》
- 連雲港广播电视台
  - 連雲港新闻综合频道
    - 每天18:30播出的《連雲港新聞》
    - 每天19:35播出的《港城365》
- 鹽城广播电视台
  - 鹽城新闻综合频道
    - 每天18:30播出的《鹽城新聞》
- 泰州广播电视台
  - 泰州新闻综合频道
    - 每天18:00播出的《小范帮你忙》
    - 每天18:30播出的《泰州新闻》
    - 每天21:20播出的《新闻夜班车》
    - 每天21:50播出的《看泰州》

  - 泰州经济生活频道
    - 每天21:00播出的《直播生活》
- 准安广播电视台
  - 准安新闻综合频道
    - 每天18:30播出的《淮安新闻联播》

  - 淮安公共频道
    - 每天19:30播出的《直播淮安》
- 鎮江广播电视台
  - 鎮江新闻综合频道
    - 每天18:30播出的《新闻鎮江》
    - 周一至周五21:20播出的《镇江各地》

  - 镇江社会民生频道
    - 每天18:20播出的《看见大市口》
- 南通广播电视台
  - 南通新闻综合频道
    - 每天18:30播出的《南通新闻》
    - 每天19:30播出的《城市日历》
    - 每天21:54播出的《江海联播》

  - 社教频道
    - 星期三、星期六18:00播出的《法治纵横》
    - 每天18:30播出的《总而言之》
- 张家港广播电视台
  - 张家港新闻综合频道
    - 周一至周六19:35播出的《张家港新闻》

## 浙江省
- 浙江广播电视集团
  - 浙江衛視
    - 每天18:00播出的《新闻深一度》（周末以《周末面孔》的名义播出）
    - 每天18:30播出的《浙江新聞聯播》
    - 周一至周五18:53播出的《今日聚焦》

  - 钱江都市频道
    - 每天18:00播出的《范大姐帮忙》
    - 每天21:30播出的《九点半》

  - 经济生活频道
    - 每天20:20播出的《经视新闻》
    - 每天22:30播出的《新闻深呼吸》

  - 民生休闲频道
    - 每天18:00播出的《1800看今晚》
    - 每天18:18播出的《1818黄金眼·民生版》
    - 每天21:30播出的《1818黃金眼·公眾版》

  - 新闻频道
    - 每天18:00播出的《新闻大直播》
    - 每天20:00播出的《新闻关键报告》
    - 每天22:00播出的《黄金时间》（Prime Time）(英语新闻)

- 杭州广播电视集团
  - 綜合頻道
    - 每天18:00播出的《新聞60分》
    - 每天19:33播出的《杭州新聞聯播》

  - 西湖明珠頻道
    - 每天19:00播出的《明珠新聞》
    - 星期一至五19:30播出的《和事佬》
    - 每天21:30播出的《阿六頭說新聞》

  - 生活频道
    - 星期一至五19:55播出的《市民监督团》
    - 每天21:00播出的《我和你说》

  - 影视频道
    - 星期一至五21:40播出的《今日新看点》

  - 青少·体育频道
    - 星期一至六19:00播出的《体育超维度》（下设《杭州体育+》和《体坛快讯》两大子栏目）
    - 星期日19:00播出的《青少新闻周刊》

- 宁波电视台
  - 新聞綜合頻道
    - 每天18:30播出的《看点》
    - 每天19:32播出的《寧波新聞》
    - 每天19:53播出的《第一聚焦》

  - 经济生活频道
    - 周日至周五20:30播出的《来发讲啥西》

  - 都市文体频道
    - 周一至周五19:30播出的《讲大道》

- 温州广播电视台
  - 新聞綜合頻道
    - 每天18:20播出的《闲事婆和事佬》
    - 周一、周三至周六18:48播出的《有话直说》
    - 每天19:30播出的《温州新闻联播》
    - 周一至周五22:00重播的《温州晚间报道》
    - 周一至周六22:10、周日22:20播出的《看看温州》

  - 经济科教频道
    - 每天18:00和21:00播出的《百晓讲新闻》
    - 每天20:30播出的《温州经济报道》

  - 都市生活频道
    - 周一至周六19:02首播的《温州零距离》
    - 周一至周五21:05首播的《温州晚间报道》

  - 公共频道
    - 周一至周五18:30播出的《先锋播报》

- 湖州广播电视台
  - 新聞綜合頻道
    - 每天18:30播出的《湖州新闻联播》

  - 文化娱乐频道
    - 星期一至五19:00播出的《阿奇讲事体》
    - 星期一至五19:20播出的《奇嫂当家》

- 嘉兴广播电视台
  - 新聞綜合頻道
    - 每天18:00播出的《天天看嘉兴》
    - 每天18:30播出的《嘉興新闻》
    - 每天21:10播出的《小新说事》

  - 文化影视频道
    - 每天18:00播出的《今朝多看点》
    - 每天18:20播出的《今朝调解》

  - 公共频道
    - 周一至周六19:30播出的《三区新闻》（南湖新闻、秀洲新闻、经开新闻）
    - 周一至周六20:15播出的《小马跑乡村》

- 绍兴广播电视台
  - 新聞綜合頻道
    - 每天18:30播出的《绍兴新闻联播》
    - 每天21:30播出的《全媒体时空》

  - 公共频道
    - 星期一至六18:40播出的《越城新闻》
    - 每天18:48播出的《真话难听》
    - 星期一至五、星期日20:45播出的《师爷说新闻》
    - 星期六20:45播出的《小顾来说事》

- 金华广播电视台
  - 新聞綜合頻道
    - 周一至周五18:09播出的《金华老娘舅》
    - 每周一、三、五18:30播出的《金义新区新闻》
    - 每周二、四、六18:30播出的《婺城新闻》
    - 每天19:30播出的《金华新闻联播》

  - 教育科技频道
    - 每天18:00播出的《百姓零距离》

  - 公共频道
    - 每天18:50播出的《小马开讲》

- 台州广播电视台
  - 新聞綜合頻道
    - 每天19:30播出的《台州新闻》

- 丽水广播电视台
  - 新聞綜合頻道
    - 每天19:35播出的《丽水新闻》
    - 每天22:15播出的《县市区一刻》

  - 公共频道
    - 星期一至六21:30播出的《老白谈天》和《小瓯速递》

- 衢州广播电视台
  - 新聞綜合頻道
    - 每天18:30播出的《衢州新闻联播》

  - 生活娱乐频道
    - 每天18:00播出的《看衢州》

- 舟山广播电视台
  - 新闻综合频道
    - 每天18:30播出的《舟山新闻》

  - 公共频道
    - 每天18:50播出的《定海新闻》

- 普陀广播电视台
  - 普陀一套
    - 每天19:30播出的《普陀新闻》

- 诸暨广播电视台
  - 新聞綜合頻道
    - 每天18:30播出的《诸暨新闻》

- 长兴广播电视台
  - 新聞頻道
    - 每天18:30播出的《长视新闻》

## 安徽省
- 安徽广播電視台
  - 安徽衛視
    - 每天18:00播出的《每日新闻报》
    - 每天18:30播出的《安徽新聞聯播》 (省內所有市或縣第一套節目均轉播)
    - 每天0:20播出的《新安夜空》

  - 经济生活频道
    - 每天17:35播出的《帮女郎帮你忙》
    - 每天18:20播出的《第1时间》

  - 公共频道
    - 每天18:00播出的《安徽县域新闻联播》
    - 每天18:30播出的《新闻第1线》
    - 每天19:30播出的《新闻故事会》
    - 每天20:00播出的《夜线60分》

  - 农业·科教频道
    - 每天18:20播出的《三农时空》
    - 每周四20:30播出的《法治时空》

- 合肥广播电视台
  - 新闻频道
    - 每天17:30播出的《阅读悦精彩》
    - 每天18:00播出的《看合肥》
    - 每天19:35播出的《合肥新闻联播》
    - 星期五20:01播出的《说合肥》
    - 每天20:05播出的《晚间播报》，每天23:38重播
    - 星期二21:10播出的《合肥英语新闻》

  - 公共频道
    - 每天18:30播出的《巢湖新闻》
    - 每天21:50播出的《巢湖新视点》

  - 科创频道
    - 每天18:17播出的《都市房产报道》
    - 每天19:00播出的《合肥经济新闻联播》
    - 每天19:30播出的《今日蜀山》

  - 教育法制频道和生活频道
    - 每天18:29播出的《合肥新闻联播》
    - 星期一至五19:47播出的《合肥好大事》

  - 生活频道
    - 每天20:10播出的《都市房产报道》
    - 星期六至日19:47播出的《庐州和事佬》

  - 教育法制频道
    - 每天19:00播出的《新闻110》

- 安庆广播電視台
  - 新闻综合频道
    - 每天18:00播出的《天天直播》
    - 每天19:35播出的《安庆新闻联播》

  - 经济生活频道
    - 每天18:35播出的《天天直播》

- 天长广播電視台
  - 新闻综合频道
    - 每天19:38播出的《聚焦天长》
    - 每天20:00播出的《天长新闻》

- 蚌埠广播電視台
  - 新闻综合频道
    - 每天19:35播出的《蚌埠新闻联播》
    - 每天21:45播出的《淮河晚报》

- 淮南广播電視台
  - 新闻综合频道
    - 每天19:40播出的《淮南新闻联播》
    - 每天20:00播出的《今晚800》

- 马鞍山广播電視台
  - 新闻综合频道
    - 每天19:32播出的《马鞍山新闻联播》

- 芜湖广播電視台
  - 新闻综合频道
    - 每天19:35播出的《芜湖新闻联播》
    - 每天20:00播出的《第一看点》

  - 经济生活频道
    - 每天18:30播出的《直播芜湖-生活传真》

- 黄山广播電視台
  - 新闻综合频道
    - 每天19:35播出的《黄山新闻联播》

- 淮北广播電視台
  - 淮北新闻综合频道
    - 每天19:40播出的《淮北新闻联播》
    - 每天20:00播出的《说办就办》

  - 公共频道
    - 每天18:30播出的《直播淮北》

- 宿州广播電視台
  - 新闻综合频道
    - 每天19:32播出的《宿州新闻联播》

- 六安广播電視台
  - 六安新闻综合频道
    - 每天19:30播出的《六安新闻联播》

  - 公共频道
    - 每天19:50播出的《金裕新闻》

- 亳州广播電視台
  - 亳州新闻综合频道
    - 每天19:30播出的《亳州新闻联播》
    - 星期一至六20:00播出的《药都时空》
    - 每天21:00播出的《亳州生活圈》

  - 农村频道
    - 星期一至六18:30播出的《走进农家》

- 池州广播電視台
  - 池州新闻综合频道
    - 每天19:30播出的《池州新闻联播》

## 福建省
- 福建省广播影视集团
  - 東南衛視
    - 每天18:30播出的《福建衛視新聞》

夜間新聞指:
- -     - 每天22:30播出的《海峡新干线》
    - 每天23:26播出的《東南晚報》

  - 綜合頻道
    - 每天19:35播出的《福建新聞聯播》 (省內所有市或縣第一套節目均轉播，泉州除外以第二套節目轉播)
    - 每天20:04播出的《新闻启示录》

  - 乡村振兴·公共频道
    - 每天18:30播出的《乡村振兴进行时》

  - 新闻频道
    - 每天18:00及19:00播出的《现场》
    - 周一至周五20:00播出的《福建好味道》
    - 每天20:15播出的《新闻眼》

  - 旅游频道
    - 每天20:00播出的《福建文旅》

  - 文体频道
    - 星期一19:00播出的《TV8文体报道》

  - 海峡卫视
    - 每天21:00播出的《今日海峡》
- 福州廣播電視台
  - 新闻综合频道
    - 每天17:50播出的《新聞110》
    - 每天18:40播出的《福州新聞》
    - 每天21:00播出的《整点播报》

- 廈門廣播電視集團
  - 廈視一套(新聞頻道)及廈門衛視
    - 每天18:30播出的《廈視新聞》

  - 廈視二套(海峡頻道)
    - 每天19:35播出的《厦视直播室》

夜間新聞指:
- - 廈視二套(海峡頻道)
    - 每天21:00播出的《特区新闻广场》

  - 廈門衛視
    - 每天21:30播出的《兩岸新新聞》
    - 每天22:00播出的《兩岸直航》
- 泉州广播电视台
  - 新闻综合频道
    - 每天18:30播出的《泉州新闻联播》
    - 每天20:00播出的《新闻广角》

夜間新聞指:每天22:30播出的《今晚播报》
- - 都市生活频道
    - 每天20:30播出的《泉州財經報道》

  - 闽南语频道
    - 每天19:00播出的《新闻相拍报》

- 漳州電視台
  - 新聞綜合頻道
    - 每天18:00播出的《记者在线》
    - 每天20:00播出的《漳州新闻》

夜間新聞指:每天22:00播出的《新闻夜视》
- - 公共頻道
    - 每天18:30播出的《市区新闻广场》
    - 每天19:00播出的《本地话新闻》

- 莆田廣播電視台
  - 新闻综合频道
    - 每天18:30播出的《今日视线》
    - 每天20:00播出的《莆田新闻联播》

  - 经济公共频道
    - 每天18:25、21:18播出的《仙游新闻》
    - 每天18:34、21:27播出的《荔城新闻》
    - 每天18:46、21:36播出的《城厢新闻》
    - 每天18:55、21:44播出的《涵江新闻》
    - 每天19:03、21:53播出的《秀屿新闻》
    - 每天19:13、22:02播出的《北岸新闻》

  - 仙游频道
    - 每天20:10播出的《仙游新闻》

- 龙岩電視台
  - 新闻综合频道
    - 每天18:40播出的《龙岩新闻联播》

- 三明廣播電視台
  - 新闻综合频道
    - 每天18:40播出的《三明新闻》

- 南平廣播電視台
  - 新闻综合频道
    - 每天20:00播出的《南平新闻》

夜間新聞指:每天21:30播出的《今晚九点半》
- 寧德廣播電視台
  - 新闻综合频道
    - 每天18:30播出的《閩東新闻联播》

## 江西省
- 江西广播電視台
  - 江西衛視
    - 每天18:15播出的《社会传真》
    - 每天18:30播出的《江西新聞聯播》
    - 每天22:38播出的《新聞夜航》

  - 都市頻道
    - 每天18:00播出的《都市现场》90分钟直播版块
    - 周一至周六20:00播出的《晚间800》

  - 經濟生活頻道
    - 星期一、星期四18:48播出的《健康江西联播》
    - 星期二18:48播出的《经视观察》
    - 星期三18:48播出的《科普江西》（有时候播出的是《生态江西》）
    - 星期五18:48播出的《医保进行时》
    - 星期六18:48播出的《健康江西》
    - 星期一至五19:00、星期日18:48播出的《天天健康》

  - 影视旅游频道
    - 星期一至五19:35播出的《江西文旅报道》

  - 公共·农业频道
    - 每天19:00播出的《新闻晚高峰》
    - 每天19:10播出的《三农头条》

  - 新聞頻道
    - 每天18:30、20:30、22:30播出的《江西新聞聯播》
    - 每天19:32播出的《社会传真》
    - 每天21:00播出的《新聞夜航》

  - 教育频道
    - 每天18:45播出的《教育新闻》

- 南昌广播電視台
  - 新聞綜合頻道
    - 每天18:30播出的《每日新聞》
    - 每天19:30播出的《新闻说报》
    - 每天20:45播出的《东湖新闻》

  - 资讯频道
    - 每天18:00播出的《政法报道》
    - 每天18:58播出的《南昌城管》
    - 每天19:13播出的《青山湖新闻》

  - 都市频道
    - 每天20:00播出的《西湖新闻》
    - 每天20:10播出的《恰噶南昌》
    - 每天22:28播出的《南昌文旅报道》

- 九江广播電視台
  - 新聞綜合頻道
    - 每天19:35播出的《九江新闻》
    - 每天19:52播出的《社会广角》
    - 每天20:25播出的《特别关注》

  - 科教法制频道
    - 每天18:50播出的《浔阳区新闻》
    - 每天19:30 、22:30播出的《九江教育》

- 鹰潭广播电视台
  - 新聞綜合頻道
    - 每天19:35播出的《鹰潭新闻》

  - 公共频道
    - 每天21:00播出的《晚间播报》

- 新余广播電視台
  - 新聞綜合頻道
    - 每天19:37播出的《新余新闻》

  - 公共频道
    - 每天18:30播出的《直播新余》
    - 每天18:45播出的《分宜新闻》

- 萍乡广播电视台
  - 新聞綜合頻道
    - 每天19:41播出的《萍乡新闻》
    - 每天21:15播出的《九点一刻》

- 赣州广播电视台
  - 新聞綜合頻道
    - 每天19:35播出的《赣州新闻联播》

  - 经济民生频道
    - 每天18:30播出的《第一关注》

  - 科教农业频道
    - 每天19:30播出的《城乡直通车》

- 上饶广播电视台
  - 新聞綜合頻道
    - 每天18:00播出的《天天看上饶》

  - 公共频道
    - 每天19:50播出的《信州新闻》

- 抚州广播电视台
  - 新聞綜合頻道
    - 每天19:40播出的《抚州新闻联播》
    - 每天20:02播出的《今日现场》
    - 每天20:15播出的《今日关注》

- 宜春广播電視台
  - 宜春一套
    - 每天19:35播出的《宜春新闻》

  - 宜春三套
    - 每天19:33播出的《袁州新闻》

- 吉安广播電視台
  - 吉安一套
    - 每天19:35播出的《吉安新闻联播》
    - 每天20:00播出的《今晚八点》

## 山东省
- 山東广播電視台
  - 山東衛視与新闻频道联播
    - 每天18:30播出的《山東新聞聯播》 (省內所有市或縣第一套節目均轉播，濟南除外)

  - 齐鲁频道
    - 每天17:00播出的《88881234》
    - 每天17:20播出的《拉呱》
    - 每天17:50播出的《小溪办事》
    - 每天18:05播出的《每日新聞》
    - 每天22:05播出的《生活大调查》

  - 文旅频道
    - 星期一至五20:05播出的《山东文旅报道》

  - 生活频道
    - 每天18:00播出的《生活帮》

  - 体育休闲频道
    - 每天19:00播出的《体育新闻》

  - 农科频道
    - 每天18:50播出的《山东三农新闻联播》
    - 每天19:15播出的《一切为了群众》

  - 新闻频道
    - 每天19:30播出的《闪电大视野》
    - 每天21:00播出的《晚间新闻》

- 濟南广播電視台
  - 新聞綜合頻道
    - 星期一至六17:30及星期日18:00播出的《有么说么新闻大社区》

  - 新聞綜合頻道及魯中頻道
    - 每天18:38播出的《濟南新聞》

  - 魯中頻道
    - 每天19:34播出的《新闻時間》
    - 每天20:40播出的《民生广角》

  - 都市頻道
    - 每天18:59播出的《都市新女报》

  - 生活频道
    - 每天17:40播出的《交通进行时》
    - 星期一至五20:10播出的《生活与法》

夜間新聞指:
- - 新聞綜合頻道
    - 每天21:05播出的《今晚》
    - 每天22:10播出的《今晚不关机》

- 青島广播電視台
  - 新聞綜合頻道
    - 每天17:00播出的《今日+》
    - 每天19:32播出的《青岛新闻》
    - 星期一至六21:25播出的《晚間新闻》

  - 经济生活服务频道
    - 每天17:40播出的《生活快线》
    - 每天18:40播出的《生活天天秀》
    - 每天19:45播出的《生活在线》

  - 影视频道
    - 每天21:20播出的《新青岛》

  - 休闲资讯频道
    - 每天18:30播出的《新财经》
    - 每天19:00播出的《青岛全接触》

  - 都市频道
    - 每天18:20播出的《青岛体育报道》
    - 每天19:05播出的《都市直通车》
    - 星期日20:00播出的《青岛体育风》

  - 教育频道
    - 每天18:50播出的《青岛教育新闻》

- 淄博廣播電視台
  - 新聞頻道
    - 每天18:00播出的《今晚18点》
    - 每天19:35播出的《淄博新闻》

  - 民生频道
    - 每天18:30播出的《新视窗》
    - 星期一至五19:30播出的《新生活》

- 潍坊市广播电视台
  - 新聞綜合頻道
    - 每天17:55播出的《直播潍坊》
    - 每天19:35播出的《潍坊新闻联播》

夜間新聞指
- - 新聞綜合頻道
    - 每天21:35播出的《今晚九点半》
    - 每天22:00播出的《晚间新闻》

  - 经济生活频道
    - 每天19:10播出的《接诉即办》

  - 影视综艺频道
    - 每天17:40播出的《一线》

- 日照廣播電視台
  - 新聞綜合頻道
    - 每天19:38播出的《日照新闻》
    - 每天20:05播出的《社会零距离》

- 泰安廣播電視台
  - 新聞綜合頻道
    - 每天19:30播出的《泰安新闻》

  - 经济生活频道
    - 星期一至六18:15播出的《新闻零距离》
    - 星期一至六18:25播出的《天天说事》
    - 星期一至六18:45播出的《直通12345》

- 萊陽廣播電視台
  - 新聞綜合頻道
    - 每天19:40播出的《莱阳新闻》及《民生動車》
    - 每天20:05播出的《看萊陽》

- 枣庄廣播電視台
  - 新聞綜合頻道
    - 每天18:30及19:50播出的《今晚新看点》
    - 每天19:35播出的《枣庄新闻》

- 威海廣播電視台
  - 新聞綜合頻道
    - 每天19:30播出的《威海新闻》

  - 公共頻道
    - 每天18:30播出的《直播威海》

- 烟台廣播電視台
  - 新聞綜合頻道
    - 每天18:55播出的《直通县市区》
    - 每天19:32播出的《烟台新闻》
    - 星期一至五19:55播出的《聚焦烟台》

  - 公共频道
    - 每天18:12播出的《非常道》
    - 每天18:50播出的《社会广角》

- 聊城廣播電視台
  - 綜合頻道
    - 每天19:40播出的《聊城新闻》

  - 民生频道
    - 每天18:00播出的《民生面对面》

- 德州廣播電視台
  - 新聞綜合頻道
    - 每天19:33播出的《德州新闻联播》

  - 公共頻道
    - 每天18:30播出的《直播德州》

- 临沂廣播電視台
  - 綜合頻道
    - 每天17:40播出的《直播临沂》
    - 每天19:31播出的《临沂新闻》
    - 每天20:00播出的《马上就办直通车》

  - 财经頻道
    - 每天20:00播出的《八点新时空》
    - 每天20:25播出的《临沂第1财经》

  - 公共频道
    - 每天19:30播出的《直播临沂》

- 济宁廣播電視台
  - 新闻綜合頻道
    - 每天19:30播出的《济宁新闻聯播》

  - 生活频道
    - 每天18:33播出的《直播民生》

- 滨州廣播電視台
  - 新闻綜合頻道
    - 每天18:00播出的《民生关注》
    - 每天19:33播出的《滨州新闻》

- 菏泽廣播電視台
  - 新闻綜合頻道
    - 每天19:30播出的《菏泽新闻聯播》

  - 公共頻道
    - 每天18:30播出的《百姓天天看》

## 河南省
- 河南廣播電視台
  - 河南衛視
    - 每天18:30播出的《河南新聞聯播》
    - 每天22:00播出的《河南晚间报道》

  - 都市频道
    - 每天18:40播出的《都市报道》

  - 民生频道
    - 每天17:30播出的《大象直播间》
    - 每天18:10播出的《小莉帮忙》
    - 每天19:00播出的《民生大参考》

  - 法治频道
    - 每天19:20播出的《法治现场》
    - 每天22:50播出的《河南法治报道》

  - 新闻频道
    - 每天17:05、21:00、23:00播出的《新闻进行时》

  - 公共频道
    - 每天19:40播出的《百姓315》
    - 每天21:10播出的《百姓夜事》

  - 乡村频道
    - 每天19:30播出的《乡村观察》
    - 每天20:00播出的《大象助农团》
    - 每天20:30播出的《乡村服务社》
    - 每天20:45播出的《播报河南》
- 鄭州廣播電視台
  - 新聞綜合頻道
    - 每天17:58播出的《郑州大民生》
    - 每天19:36播出的《郑州新闻聯播》
    - 每天22:45播出的《晚间新闻》

  - 商都頻道
    - 每天18:30播出的《有啥说啥》
- 洛阳廣播電視台
  - 新聞綜合頻道
    - 每天19:30播出的《洛阳新闻聯播》
- 南阳廣播電視台
  - 新聞綜合頻道
    - 每天18:30播出的《南阳新闻聯播》
- 开封廣播電視台
  - 新聞綜合頻道
    - 每天18:30播出的《开封新闻》
    - 每天19:35播出的《菊城报道》
- 济源廣播電視台
  - 新聞綜合頻道
    - 每天19:35播出的《济源新闻》
- 新乡廣播電視台
  - 新聞綜合頻道
    - 每天18:10播出的《直通县市区》
    - 每天18:25播出的《新乡大民生》
    - 每天19:35播出的《直播新乡》
    - 每天22:00播出的《直播新乡晚间报道》

  - 公共頻道
    - 每天19:25播出的《新视直通车》
- 信阳廣播電視台
  - 新聞綜合頻道
    - 每天18:30播出的《信阳新闻联播》
    - 每天19:35播出的《百姓直通车》

  - 平橋頻道
    - 每天19:40播出的《平桥新闻》

  - 公共頻道
    - 每天18:40播出的《豫南风》
    - 每天19:50播出的《城市播报》
- 三门峡廣播電視台
  - 新聞綜合頻道
    - 每天19:35播出的《三门峡新闻联播》
- 安阳廣播電視台
  - 新聞綜合頻道
    - 每天18:30播出的《安阳新闻》
    - 每天19:30播出的《直播安阳》
    - 每天20:40播出的《小橙报道》
    - 每天22:00播出的《晚間新聞》
- 鹤壁廣播電視台
  - 新聞綜合頻道
    - 每天19:35播出的《鹤壁新闻联播》
- 周口廣播電視台
  - 新聞綜合頻道
    - 每天18:35播出的《新闻直通车》
    - 每天19:35播出的《周口新闻联播》
- 许昌廣播電視台
  - 新聞綜合頻道
    - 每天18:05播出的《零距离》
    - 每天19:35播出的《许昌新闻》
- 焦作廣播電視台
  - 新聞綜合頻道
    - 每天18:30播出的《焦作新闻》
    - 每天18:45播出的《十分关注》
- 濮阳廣播電視台
  - 新聞綜合頻道
    - 每天19:38播出的《濮阳新闻》
- 驻马店廣播電視台
  - 新聞綜合頻道
    - 每天19:35播出的《驻马店新闻联播》
    - 每天21:40播出的《晚间播报》
    - 每天22:00播出的《新闻深1》
- 商丘廣播電視台
  - 新聞綜合頻道
    - 每天19:40播出的《商丘新闻联播》
    - 每天20:10播出的《今日关注》
- 漯河廣播電視台
  - 新聞綜合頻道
    - 每天19:30播出的《漯河新闻联播》
    - 每天22:00播出的《晚间新闻》

  - 公共頻道
    - 每天18:36播出的《都市新视线》
    - 每天19:38播出的《漯河报道》
    - 每天20:03播出的《DV漯河》
- 平顶山廣播電視台
  - 新聞綜合頻道
    - 每天19:32播出的《平顶山新闻聯播》
    - 每天20:20播出的《实事点击》

  - 城市頻道
    - 每天18:50播出的《城市1时间》

  - 公共頻道
    - 每天18:40和19:48播出的《公共播报》
    - 每天19:30播出的《公共新闻网》

## 湖北省
- 湖北广播電視台
  - 湖北衛視及公共·新闻频道
    - 每天18:30播出的《湖北新聞》
    - 每天21:10播出的《湖北10分》
    - 每天23:00播出的《長江新聞號》

  - 綜合頻道
    - 每天17:40播出的《新闻360》
    - 每天18:15播出的《帮女郎在行动》

  - 公共·新闻频道
    - 每天19:30播出的《长江新闻》
    - 每天20:45播出的《新闻110》
    - 每天21:00播出的《直通湖北》

- 武漢广播電視台
  - 新闻綜合频道
    - 每天18:00播出的《民生e线》
    - 每天19:30播出的《武汉新闻》

  - 科技生活频道
    - 每天20:00播出的《生活全报道》

- 荊州广播電視台
  - 新闻频道
    - 每天17:30播出的《江汉风》
    - 每天19:30播出的《荆州新闻联播》

- 黄冈广播電視台
  - 新闻綜合频道
    - 每天19:35播出的《黄冈新闻》

- 襄阳广播電視台
  - 新闻綜合频道
    - 每天18:10播出的《今日播报》
    - 每天19:35播出的《襄阳新闻》

  - 经济生活频道
    - 每天18:55播出的《帮女郎》

- 孝感广播電視台
  - 新闻綜合频道
    - 每天19:32播出的《孝感新闻》

## 湖南省
- 湖南广播電視台
  - 湖南衛視
    - 每天17:56播出的《新闻大求真》
    - 每天18:30播出的《湖南新闻联播》

  - 湖南經視
    - 每天17:00播出的《经视播报》
    - 每天18:00播出的《经视新闻》
    - 每天18:30播出的《经视焦点》

  - 都市頻道
    - 每天16:50播出的《世界大不同》
    - 每天17:55播出的《都市1时间》
    - 每天20:50播出的《美好生活家》

- 湖南教育電視台
  -     - 星期一至五18:30播出的《国防教育频道》
    - 星期一至五19:35播出的《湖南教育新闻》

- 長沙广播電視台
  - 新聞頻道
    - 每天19:30播出的《长沙新闻》

  - 政法频道
    - 每天17:50播出的《政法报道》
- 郴州广播電視台
  - 新闻综合频道
    - 每天18:20播出的《两区新闻》
    - 每天19:35播出的《郴州新闻联播》
    - 每天20:00播出的《今晚八点》
    - 每天20:28播出的《新闻麻辣烫》

  - 公共频道
    - 每天20:00播出的《天天播报》

- 常德广播電視台
  - 新闻综合频道
    - 每天18:30播出的《常德新闻联播》
    - 每天19:30播出的《新闻连线》
    - 每天19:46播出的《天天搜索》
    - 星期一至五20:00播出的《晚间报道》

- 益阳广播電視台
  - 新闻综合频道
    - 每天18:10播出的《百姓一时间》
    - 每天19:35播出的《益阳新闻联播》

## 广东省

##### 省級電視台
- 广东广播电视台
  - 廣東衛視
    - 每天18:30播出的《广东新闻联播》
    - 每周一至四22:00、周五23:00播出的《晚间新闻》

  - 珠江頻道
    - 每天18:00播出的《珠江新闻》
    - 每天21:00播出的《今日關注》

  - 体育頻道
    - 每天18:30播出的《体育世界》
    - 每天22:00播出的《晚间体育新闻》

  - 民生頻道
    - 每天19:00播出的《DV现场》

  - 新聞頻道
    - 每天17:00播出的《正点播报》（手语版）
    - 每天20:00播出的《直播广东》
    - 每天20:30播出的《今日焦点》
    - 每天21:30播出的《今日一线》
    - 每天22:30播出的《新闻夜线》

  - 大湾区卫视
    - 每天18:40播出的《城事特搜》
    - 每天20:00播出的《湾区最新闻》

  - 经济科教频道
    - 每天19:30播出的《南方财经报道》
    - 每天20:30播出的《經視一線》

##### 市級電視台
- 广州广播电视台
  - 综合频道
    - 每天18:00播出的《广视新闻》
    - 每天21:00播出的《广州新闻联播》

  - 法治频道
    - 每天17:00、19:30、23:15播出的《府前直通车》
    - 每天18:00、20:00播出的《说法》

  - 竞赛频道
    - 每天19:00播出的《体坛点击》

- 深圳广播电影电视集团
  - 深圳卫视
    - 每天18:30播出的《深视新闻》
    - 每天22:20播出的《晚間報道》
    - 每周一至六22:30、每周日23:15播出的《直播港澳台》

  - 都市频道
    - 每天18:20播出的《第一现场》
    - 星期一至五20:29播出的《龍華10分》
    - 每天20:00播出的《直播深圳》

  - 财经生活频道
    - 每天19:19播出的《1919创财经》
    - 每周一至六20:15播出的《中国股市报道》

  - 体育健康频道
    - 每周一、三、五19:00播出的《运动一起来》
- 佛山電視台
  - 公共頻道
    - 每天18:30播出的《六點半新聞》
    - 每天19:10播出的《小強熱線》
    - 每天22:30播出的《今晚報道》

  - 综合频道
    - 每天19:30播出的《禅城新闻》

  - 顺德频道
    - 每天19:00播出的《顺视新闻》

  - 南海频道
    - 每天19:00播出的《南海新闻》
- 中山廣播電視台
  - 香山文化頻道
    - 星期一至六18:15播出的《城市零距离》
    - 每天19:00播出的《中山新聞》
    - 星期一至六22:00播出的《晚間播報》
    - 星期日22:00播出的《一周》

- 珠海廣播電視台
  - 珠海1套(新聞綜合頻道)
    - 星期一至五18:30播出的《金灣新聞》
    - 星期日18:30播出的《民生最前線》
    - 每天19:33播出的《珠海新聞》

- 江門廣播電視台
  - 僑鄉生活頻道
    - 每天19:00播出的《新聞共同睇》
    - 每天19:30播出的《江門新時空》
    - 星期六19:50播出的《蓬江視界》
    - 星期日19:50播出的《江海新聞》

- 東莞廣播電視台
  - 東莞一套(新聞綜合頻道)
    - 每天18:30播出的《南城新闻》
    - 每天19:30播出的《东莞新闻》

  - 東莞二套(生活资讯頻道)
    - 星期一至五21:00播出的《生活向前冲》
    - 星期一至五21:15播出的《镇街热线》

- 惠州廣播電視台
  - 惠州一套
    - 星期一至六18:15播出的《第一直播室》
    - 每天19:30播出的《惠州新聞聯播》
    - 星期二、四、六20:04播出的《大亚湾报道》

  - 惠州二套
    - 星期一至五19:15播出的《惠城新聞》

- 肇慶廣播電視台
  - 肇慶新聞綜合頻道
    - 每天19:30播出的《肇慶新聞》

  - 肇慶生活服务頻道
    - 每天19:00播出的《民生007》

- 湛江廣播電視台
  - 綜合頻道
    - 每天20:00播出的《湛江新聞聯播》

- 潮州廣播電視台
  - 綜合頻道
    - 每天19:30播出的《潮州新聞》

  - 民生频道
    - 每天18:50播出的《民生直播室》

- 茂名廣播電視台
  - 綜合頻道
    - 每天19:33播出的《茂名新闻》
    - 每天20:00播出的《新闻聚焦》

  - 文化生活頻道
    - 每天20:00播出的《一线新闻》
    - 每天20:21播出的《百姓连线》

- 汕頭廣播電視台
  - 綜合頻道
    - 每天19:33播出的《汕头新闻》
    - 每天22:00播出的《今日视线》(普语)

  - 经济生活頻道
    - 每天19:00播出的《今日视线》(潮语)

- 揭阳廣播電視台
  - 綜合頻道
    - 每天19:40播出的《揭阳新闻》普语版

  - 文化生活頻道
    - 每天18:30播出的《民生热线》
    - 每天21:00播出的《揭阳新闻》潮语版

- 梅州廣播電視台
  - 时政综合频道
    - 每天18:15播出的《今日梅州》(普语)
    - 每天18:50播出的《梅江新闻》
    - 每天19:33播出的《天天读网》
    - 每天19:45播出的《事事关心》
    - 每天20:00播出的《梅州新闻联播》
    - 每天20:20播出的《民生820》

  - 客家生活频道
    - 每天22:00播出的《客家新闻》

- 韶关廣播電視台
  - 新闻综合频道
    - 每天19:33播出的《全市新闻联播》

- 清遠廣播電視台
  - 綜合頻道
    - 每天19:30播出的《清远新闻》

- 河源廣播電視台
  - 綜合頻道
    - 每天18:15播出的《天下网事》
    - 每天19:35播出的《民生一线》
    - 每天20:00播出的《河源新闻联播》

- 汕尾廣播電視台
  - 綜合頻道
    - 每天18:35播出的《方言新闻》
    - 每天19:40播出的《汕尾新闻聯播》

- 阳江廣播電視台
  - 綜合頻道
    - 每天19:32播出的《阳江新闻》
    - 每天19:49播出的《民生12345》

- 云浮廣播電視台
  - 綜合頻道
    - 每天18:45播出的《民生六點九》
    - 每天20:00播出的《云浮新闻聯播》
    - 每天21:30播出的《晚間新闻》

## 广西壮族自治区
- 廣西廣播電視台
  - 廣西衛視
    - 星期一至六18:00播出的《海丝路》
    - 每天18:30播出的《廣西新聞》(自治區內市和縣第一套均轉播)

  - 综艺旅游频道
    - 每天18:00播出的《法治最前线》

  - 新闻频道
    - 每天18:00播出的《准点直播间》
    - 每天18:30播出的《在线大搜索》
    - 每天20:00播出的《新闻在线》

- 南寧廣播電視台
  - 新聞綜合頻道
    - 每天19:35播出的《南寧新聞》
    - 每天20:10播出的《新聞夜班》

  - 文旅生活频道
    - 每天20:30播出的《文旅直通车》
    - 星期一至六20:45播出的《看南宁》
    - 每天21:35播出的《壹城之萃》
    - 星期一至四21:52播出的《嗨生活》

- 梧州廣播電視台
  - 新聞綜合頻道
    - 每天19:35播出的《梧州新聞》
    - 每天20:00播出的《民生老友記》

- 柳州廣播電視台
  - 新聞綜合頻道
    - 每天19:35播出的《柳州新闻》
    - 每天21:25播出的《新闻夜视》

  - 科教頻道
    - 每天19:33播出的《新播报》

- 玉林廣播電視台
  - 新聞綜合頻道
    - 每天19:35播出的《玉林新闻》

  - 公共頻道
    - 每天18:30播出的《新闻视线》
    - 每天18:50播出的《潮涌北部湾》

- 北海廣播電視台
  - 新聞綜合頻道
    - 每天19:35播出的《北海新闻》
    - 每天20:00播出的《潮涌北部湾》
    - 每天20:50播出的《晚间播报》

- 桂林電視台
  - 新聞綜合頻道
    - 每天19:40播出的《桂林新闻》

  - 科教旅游频道
    - 每天18:45播出的《身边》

  - 公共频道
    - 每天18:20播出的《板路》

- 賀州廣播電視台
  - 綜合頻道
    - 每天19:35首播的《賀州新聞》

- 钦州廣播電視台
  - 新聞綜合頻道
    - 每天19:35首播的《钦州新闻》
    - 每天21:30首播的《新闻9点半》

- 防城港電視台
  - 新聞綜合頻道
    - 每天19:38首播的《防城港新闻》
    - 每天21:06首播的《今晚播报》

- 百色廣播電視台
  - 新聞綜合頻道
    - 每天19:35首播的《百色新闻》
    - 星期一至五21:45首播的《新闻快递》

- 贵港廣播電視台
  - 新聞綜合頻道
    - 每天19:35首播的《贵港新闻》
    - 每天20:00首播的《新闻现场》

- 来宾廣播電視台
  - 綜合頻道
    - 每天19:35首播的《来宾新闻》

- 河池廣播電視台
  - 新聞綜合頻道
    - 每天19:35首播的《河池新闻》

- 祟左廣播電視台
  - 祟左頻道
    - 每天19:35播出的《祟左新聞》

## 海南省
- 海南广播電視總台
  - 海南衛視
    - 每天18:30播出的《海南新聞聯播》(省內市和縣第一套節目均轉播)
    - 每天19:35播出的《直通自贸港》

  - 自貿頻道
    - 每天18:00播出的《直播海南》

  - 新聞頻道
    - 周一至周六20:00播出的《今日新闻汇》

  - 三沙衛視
    - 每天19:35播出的《三沙新聞》
    - 每天22:20播出的《南海直播室》

- 海口广播電視台
  - 海口一套
    - 每天18:00播出的《熱帶播報》

  - 海口三套
    - 每天19:30播出的《海口新聞聯播》
    - 每天20:00播出的《海口夜新聞》

- 三亞广播電視台
  - 新闻综合频道
    - 每天17:57播出的《第一民生》
    - 每天19:32播出的《三亚新闻聯播》
    - 每天22:10播出的《民生夜话》

## 重庆市
- 重慶廣播電視總台
  - 重慶衛視
    - 每天17:45播出的《第1眼新闻》
    - 每天18:30播出的《重慶新聞聯播》
    - 每天21:20播出的《重庆第1眼》

  - 影视频道
    - 每天22:43播出的《渝乐派》

  - 新聞頻道
    - 每天17:30及20:00播出的《网罗天下》
    - 每天18:00、19:00及21:00播出的《天天630》

  - 社会与法频道
    - 每天18:00播出的《大城小事》
    - 星期一至四19:00播出的《拍案700》
    - 星期五至六19:00播出的《拍案说法》
    - 星期日19:00播出的《法官来了》

  - 文体娱乐频道
    - 星期一至五22:20播出的《渝乐蹦嚓嚓之渝乐现场》

  - 时尚生活频道
    - 每天17:58播出的《重庆时尚生活指南》

  - 新农村频道
    - 星期一至五19:09播出的《农科进行时》
    - 每天20:00播出的《天天农事通》

## 四川省
- 四川广播電視台
  - 四川衛視
    - 每天18:00播出的《今日视点》
    - 每天18:30播出的《四川新聞聯播》

  - 康巴衛視
    - 每天22:00播出的《康巴衛視新聞》（藏語康方言）

  - 文化旅游频道
    - 每天18:00播出的《四川文旅报道》

  - 经济频道
    - 每天19:30播出的《消费新观察》
    - 每天20:20播出的《四川文旅报道》

  - 新闻频道
    - 每天18:00播出的《1800新闻现场》
    - 每天19:50播出的《黄金三十分》
    - 每天20:30播出的《全媒直播间》
    - 每天22:30播出的《晚报十点半》

  - 公共·乡村频道
    - 每天18:30播出的《四川乡村新闻》

- 成都广播电视台
  - 新闻综合频道
    - 每天18:30播出的《成都社區報道》
    - 每天19:36播出的《成视新闻》
    - 每天20:05播出的《今晚800》

  - 经济资讯频道
    - 每天18:00播出的《每日财经》
    - 每天20:00播出的《深夜快递》

  - 公共频道
    - 每天17:30播出的《全接触沖擊波》
    - 每天18:00播出的《成都全接触》
    - 每天20:40播出的《全接触晚播報》

- 攀枝花广播电视台
  - 新闻综合频道
    - 每天19:30播出的《攀枝花新闻联播》

- 攀枝花广播电视台
  - 新闻综合频道
    - 每天18:30播出的《翠屏新闻》
    - 每天19:33播出的《宜宾新闻》

  - 公共频道
    - 每天18:30播出的《酒都播报》

- 自贡广播电视台
  - 新闻综合频道
    - 每天19:35播出的《自贡新时空》

  - 公共频道
    - 每天18:30播出的《都市全接触》

- 南充广播电视台
  - 综合频道
    - 每天19:33播出的《南充新闻》
    - 每天20:00播出的《三区播报》

  - 公共频道
    - 每天18:20播出的《新闻630》

- 德阳广播电视台
  - 综合频道
    - 每天19:30播出的《德阳新闻联播》

- 绵阳广播电视台
  - 新闻综合频道
    - 每天19:35播出的《绵阳新闻》
    - 每天20:00播出的《天天800》

- 广元广播电视台
  - 新闻综合频道
    - 每天18:30播出的《新闻点击》
    - 每天19:35播出的《广元新闻》
    - 每天21:00播出的《经济信息联播》

- 乐山广播电视台
  - 新闻综合频道
    - 每天19:58播出的《乐山新闻》
    - 每天21:53播出的《新闻天天报》

- 遂宁广播电视台
  - 综合频道
    - 每天19:38播出的《遂宁新闻》
    - 每天20:00播出的《新闻零距离》
    - 每天20:23播出的《新闻风云汇》

- 眉山广播电视台
  - 新闻综合频道
    - 每天18:40播出的《1840龙门阵》
    - 每天19:35播出的《眉山新闻联播》
    - 每天22:00播出的《每日快报》

- 雅安广播电视台
  - 新闻综合频道
    - 每天19:34播出的《雅安新闻联播》
    - 每天21:00播出的《九点事实》

- 內江广播电视台
  - 新闻综合频道
    - 每天19:30播出的《內江新闻联播》

  - 公共频道
    - 每天20:00播出的《新闻视点》

- 巴中广播电视台
  - 综合频道
    - 星期一至五18:30播出的《新闻365》
    - 星期一至六20:00播出的《巴中新闻》
    - 星期日20:00播出的《巴中新闻周刊》
    - 星期一至五20:23播出的《联播巴中》

## 贵州省
- 貴州广播電視台
  - 貴州衛視
    - 每天18:00播出的《动静新闻》
    - 每天18:30播出的《貴州新聞聯播》

  - 公共頻道
    - 每天17:50播出的《百姓生活》
    - 每天18:30播出的《百姓关注》
    - 星期一至五20:00播出的《百姓就业》
    - 星期六、日20:00播出的《零度时评》

  - 生态·乡村频道
    - 星期一、三、六、日19:30播出的《贵州三农》
    - 星期二19:30播出的《数字乡村》
    - 星期四19:30播出的《乡村财经》
    - 星期五19:30播出的《生态文明在贵州》

  - 科教健康频道
    - 星期四20:20播出的《贵州教育》

  - 经济频道
    - 星期一、三20:00播出的《酒业动静》
    - 星期二、五20:00播出的《贵州金融》
    - 星期三、六20:30播出的《财富贵州》

- 贵阳广播電視台
  - 新闻综合频道
    - 每天17:30播出的《直播贵阳》
    - 每天18:30播出的《贵阳新聞联播》

- 安顺广播電視台
  - 新闻综合频道
    - 每天18:30播出的《安顺新闻联播》
    - 每天22:30播出的《今晚十點半》

- 遵义广播電視台
  - 新闻综合频道
    - 每天18:20播出的《直播遵义》
    - 每天19:30播出的《遵义新闻联播》

- 铜仁广播電視台
  - 新闻综合频道
    - 每天18:00播出的《铜仁报道》
    - 每天18:30播出的《铜仁新闻联播》

- 毕节广播電視台
  - 新闻频道
    - 每天19:30播出的《毕节新闻联播》

## 云南省
- 雲南广播電視台
  - 雲南衛視
    - 每天18:30播出的《雲南新聞聯播》
    - 每天22:00或之後播出的《晚间新闻》

  - 都市頻道
    - 每天17:50播出的《都市条形码》
    - 每天22:50播出的《新闻联合播》

  - 公共频道
    - 每天20:45播出的《民生关注》
- 昆明广播電視台
  - 新闻综合频道
    - 每天18:30播出的《看天下》
    - 每天19:35播出的《昆明新闻》
    - 每天21:30播出的《联播昆明》

- - 春城民生频道
    - 每天18:00播出的《街头巷尾》
    - 每天19:00播出的《新闻从新说》
    - 每天22:00播出的《新闻夜总汇》

- 玉溪广播電視台
  - 新闻综合频道
    - 每天19:45播出的《玉溪新闻》

- 丽江广播電視台
  - 新闻综合频道
    - 每天19:35播出的《丽江新闻》
    - 每天20:25播出的《新闻夜班车》

- 西双版纳广播電視台
  - 一套 - 新闻综合频道
    - 每天20:00播出的《西双版纳新闻》

## 西藏自治区
- 西藏廣播電視台
  - 西藏衛視
    - 每天19:30播出的《西藏新聞聯播》

  - 西藏藏语卫视
    - 每天22:00播出的《西藏新聞聯播》（藏語衛藏方言）

  - 影视文化频道
    - 每天21:00播出的《今晚9点》

- 拉薩廣播電視台
  - 新聞綜合頻道
    - 每天20:00播出的《拉薩新聞》

  - 藏語綜合頻道
    - 每天22:00播出的《拉薩新聞》

## 陕西省
- 陕西广播电视台
  - 陕西卫视
    - 每天18:30播出的《陕西新闻联播》

  - 新闻资讯频道
    - 每天17:50播出的《第一新闻》
    - 每天19:17播出的《今日点击》
    - 每天21:30播出的《晚间新闻站》

  - 都市青春频道
    - 每天18:00播出的《都市热线》
    - 每天21:30播出的《都市快报》

  - 体育休闲频道
    - 每天20:15播出的《陕西体育》

  - 农林卫视
    - 每天20:00播出的《第1农经》

- 西安广播电视台
  - 新闻综合频道
    - 每天18:00播出的《新聞第1線》（商务资讯频道同步联播）
    - 每天19:32播出的《你好我的城》
    - 每天19:40播出的《西安新闻》
    - 每天20:00播出的《每日聚焦》
    - 每天21:00播出的《西安直播間》
    - 每天22:00播出的《晚間新闻》

- 銅川广播电视台
  - 新闻综合频道
    - 每天19:35播出的《銅川新闻聯播》

- 宝鸡电视台
  - 新闻综合频道
    - 每天19:35播出的《寶雞新闻》

- 咸阳广播电视台
  - 新闻综合频道
    - 每天20:00播出的《咸阳新闻聯播》

- 延安广播电视台
  - 新闻综合频道
    - 每天19:35播出的《延安新闻》

  - 市民频道
    - 每天19:50播出的《百姓视线》

- 渭南广播电视台
  - 新闻综合频道
    - 每天18:00播出的《瞰渭南》
    - 每天18:14播出的《东秦百姓》
    - 每天19:40播出的《渭南新闻》
    - 每天20:10播出的《经开新时空》

- 漢中广播电视台
  - 新闻综合频道
    - 每天19:35播出的《漢中新聞聯播》

- 安康广播电视台
  - 综合频道
    - 每天19:30播出的《安康新聞》

- 商洛广播电视台
  - 综合频道
    - 每天19:35播出的《商洛新聞聯播》

- 榆林广播电视台
  - 新聞综合频道
    - 每天19:35播出的《榆林新聞聯播》

- 楊凌广播电视台
  - 楊凌频道
    - 每天19:35播出的《楊凌新聞》

## 甘肃省
- 甘肃省广播电影电视总台
  - 甘肅衛視
    - 每天18:30播出的《甘肅新聞》

夜間新聞指:
- -     - 每天22:10播出的《新闻晚高峰》

  - 文化影视频道
    - 周一至周六18:30播出的《今日文化君》

  - 经济频道
    - 每天21:00播出的《经济信息联播》

  - 公共频道
    - 每天18:30播出的《百姓有话说》
    - 星期一至五20:45播出的《公共应急新闻》

  - 都市频道
    - 星期一至五22:05播出的《@甘肃》

- 兰州广播电视台
  -     - 每天18:10播出的《零距离 正在直播》
    - 每天18:40播出的《兰州新闻》

夜間新聞指:
- -     - 每天21:30播出的《兰州零距离》
    - 每天22:45播出的《零距离 在身边》

## 青海省
- 青海广播電視台
  - 青海衛視
    - 每天18:30播出的《青海新聞聯播》
    - 每天22:00播出的《晚間播報》
    - 每天22:20播出的《今日青海》
    - 经济生活频道
    - 每天16:42、19:00播出的《1时间帮女郎》
    - 每天17:57播出的《1时间生活》
    - 每天18:30播出的《百姓1时间》

  - 安多衛視
    - 每天19:30播出的《安多新聞聯播》（藏語安多方言）
- 西寧广播電視台
  - 新聞綜合頻道
    - 每天17:30播出的《夏都零距离》
    - 每天18:30播出的《夏都新聞聯播》
    - 每天19:40播出的《零距离关注》

## 宁夏回族自治区
- 寧夏广播電視台
  - 寧夏衛視
    - 每天18:30播出的《寧夏新聞聯播》

  - 公共頻道
    - 每天18:00播出的《直播60分》
    - 周一至周五19:12播出的《直通市县区》
    - 每天19:35播出的《寧夏新聞聯播》
    - 每天20:02播出的《新闻话题》
    - 每天22:25播出的《晚间新闻》

  - 经济頻道
    - 每天18:50播出的《都市阳光》
    - 周一至周三21:30播出的《宁夏经济报道》

- 銀川廣播電視台
  - 公共頻道
    - 每天18:20播出的《直播銀川》
    - 每天19:30播出的《關注銀川》
    - 每天19:50播出的《銀川新聞聯播》
    - 每天22:00播出的《晚間新聞》

## 新疆维吾尔族自治区
- 新疆廣播電視台
  - 新疆衛視
    - 每天19:30播出的《新疆新聞聯播》
    - 每天23:30播出的《新闻夜班车》

  - 维吾尔语新闻综合频道
    - 每天21:30播出的《新疆新聞聯播》（维吾尔语）

  - 哈萨克语新闻综合频道
    - 每天22:00播出的《新疆新聞聯播》（哈萨克语）

  - 汉语经济生活频道
    - 每天20:15播出的《直播民生》

  - 汉语体育健康频道
    - 星期一、四21:10播出的《新疆体育》

  - 少儿频道
  - 每天14:30播出的《新疆新聞聯播》（柯尔克孜语，根据汉语版译制）
- 新疆兵團廣播電視台
  - 兵團衛視
    - 每天20:00播出的《兵團新聞聯播》
- 烏魯木齊廣播電視台
  - 乌鲁木齐新闻综合频道
    - 每天20:00播出的《乌鲁木齐新闻》

  - 维语频道
    - 每天20:30播出的《乌鲁木齐新闻》（维吾尔语版）
- 昌吉廣播電視台
  - 昌吉综合频道
    - 每天21:00播出的《昌吉新闻》
- 石河子广播电视台
  - 新闻综合频道
    - 每天21:00播出的《石河子新闻》
- 奎屯广播电视台
  - 一套汉语综合
    - 每天20:00播出的《奎屯新闻》

  - 三套哈萨克语综合
    - 每天23:00播出的《奎屯新闻》（哈萨克语版）
- 博尔塔拉广播电视台
  - 一套汉语
    - 每天21:30播出的《博尔塔拉新闻》

  - 二套蒙古语
    - 每天次日00:00播出的《博尔塔拉新闻》（蒙古语版）

  - 三套维吾尔语
    - 每天22:30播出的《博尔塔拉新闻》（维吾尔语版）
- 伊犁广播电视台
  - 一套汉语综合
    - 每天22:00播出的《伊犁新闻联播》

  - 二套哈萨克语
    - 每天22:30播出的《伊犁新闻联播》（哈萨克语版）

  - 三套维吾尔语
    - 每天22:30播出的《伊犁新闻联播》（维吾尔语版）
- 塔城廣播電視台
  - 塔城一套
    - 每天22:00播出的《塔城新闻》

  - 塔城二套
    - 每天22:30播出的《塔城新闻》（哈萨克语版）
- 阿勒泰广播电视台
  - 一套汉语
    - 每天21:00播出的《阿勒泰新闻联播》

  - 二套哈萨克语
    - 每天21:00播出的《阿勒泰新闻联播》（哈萨克语版）
- 克拉玛依广播电视台
  - 克拉玛依一套
    - 每天21:00播出的《克拉玛依新闻》